# Cal·lícrates d'Esparta
Cal·lícrates d'Esparta (en llatí Callicrates, en grec antic Καλλικράτης) fou un militar espartà mencionat per Heròdot com el més guapo de tots els homes del seu temps.
Va morir per la ferida d'una fletxa abans de començar la batalla de Platea el 479 aC mentre els grecs esperaven que els senyals dels sacrificis fossin favorables. Segons Heròdot, mentre moria, va tenir temps de dir a un seu company anomenat Arimnestos (Αρίμνηστος) que no estava trist, perquè moria per Grècia, sinó que la seva tristesa venia del fet que no havia pogut demostrar el seu valor. Segons Heròdot, va ser enterrat entre els ἰρένες, separat de la resta d'espartans i d'ilotes morts. La paraula ἰρένες, que volia dir "jove", segurament Heròdot la va aplicar en el seu sentit original de "comandant".